# Чемпіонат світу з хокею із шайбою 2018 (дивізіон III)
Чемпіонат світу з хокею із шайбою 2018 — чемпіонат світу з хокею із шайбою, який пройшов в Кейптауні (Південно-Африканська Республіка) з 16 по 22 квітня 2018.

## Група А

### Учасники
| Збірна            | Результати 2017 року                  |
| ----------------- | ------------------------------------- |
| Туреччина         | 6-е місце у Дивізіоні ІІ В.           |
| Болгарія          | 2-е місце у Дивізіоні ІІІ.            |
| Грузія            | 3-є місце у Дивізіоні ІІІ.            |
| Гонконг           | 4-е місце у Дивізіоні ІІІ.            |
| ПАР               | Господарі, 5-е місце у Дивізіоні ІІІ. |
| Китайський Тайбей | 6-е місце у Дивізіоні ІІІ.            |

### Підсумкова таблиця
| М  | Збірна            | І | В | ВО | ПО | П | ШЗ | ШП | Різ | О  |
| -- | ----------------- | - | - | -- | -- | - | -- | -- | --- | -- |
| 1. | Грузія            | 5 | 4 | 0  | 0  | 1 | 35 | 12 | +23 | 12 |
| 2. | Болгарія          | 5 | 3 | 1  | 0  | 1 | 28 | 10 | +18 | 11 |
| 3. | Туреччина         | 5 | 3 | 0  | 1  | 1 | 21 | 13 | +8  | 9  |
| 4. | Китайський Тайбей | 5 | 2 | 0  | 0  | 3 | 16 | 25 | -9  | 6  |
| 5. | ПАР               | 5 | 2 | 0  | 0  | 3 | 13 | 18 | -5  | 6  |
| 6. | Гонконг           | 5 | 0 | 0  | 0  | 5 | 4  | 39 | -35 | 0  |

## Результати
| Дата  | Господар          | Рахунок  | Гості             |
| ----- | ----------------- | -------- | ----------------- |
| 16.4. | Грузія            | 6 - 2    | Туреччина         |
| 16.4. | Китайський Тайбей | 5 - 1    | Гонконг           |
| 16.4. | Болгарія          | 4 - 0    | ПАР               |
| 17.4. | Туреччина         | 6 - 1    | Гонконг           |
| 17.4. | Болгарія          | 3 - 5    | Грузія            |
| 17.4. | ПАР               | 2 - 5    | Китайський Тайбей |
| 19.4. | Болгарія          | 7 - 2    | Китайський Тайбей |
| 19.4. | Грузія            | 11 - 1   | Гонконг           |
| 19.4. | Туреччина         | 7 - 1    | ПАР               |
| 20.4. | Гонконг           | 0 - 10   | Болгарія          |
| 20.4. | Китайський Тайбей | 2 - 4    | Туреччина         |
| 20.4. | ПАР               | 4 - 2    | Грузія            |
| 22.4. | Грузія            | 11 - 2   | Китайський Тайбей |
| 22.4. | Туреччина         | 3 - 4 ОТ | Болгарія          |
| 22.4. | Гонконг           | 0 - 6    | ПАР               |

### Нагороди
Найкращі гравці, обрані дирекцією ІІХФ.
- Найкращий воротар:  Чарлі Преторіус
- Найкращий захисник:  Мартін Боядієв
- Найкращий нападник:  Александр Жужунашвілі

Джерело: IIHF.com [Архівовано 23 квітня 2018 у Wayback Machine.]

## Група В (кваліфікація)
Матчі відбулись 25 — 28 лютого 2018.

### Учасники
| Збірна                     | Результати 2017 року                  |
| -------------------------- | ------------------------------------- |
| Боснія і Герцеговина       | Господарі, 8-е місце у Дивізіоні ІІІ. |
| Об'єднані Арабські Емірати | 7-е місце у Дивізіоні ІІІ.            |
| Кувейт                     | Дебют.                                |
| Туркменістан               | Дебют.                                |

### Підсумкова таблиця
| Поз | Команда                    | М | В | ВО | ПО | П | ГЗ | ГП | Різ | О | Кваліфікація                |
| --- | -------------------------- | - | - | -- | -- | - | -- | -- | --- | - | --------------------------- |
| 1   | Туркменістан               | 3 | 3 | 0  | 0  | 0 | 41 | 5  | +36 | 9 | Підвищення до Дивізіону III |
| 2   | Боснія і Герцеговина (H)   | 3 | 2 | 0  | 0  | 1 | 17 | 15 | +2  | 6 |                             |
| 3   | Об'єднані Арабські Емірати | 3 | 1 | 0  | 0  | 2 | 5  | 12 | −7  | 3 |                             |
| 4   | Кувейт                     | 3 | 0 | 0  | 0  | 3 | 5  | 36 | −31 | 0 |                             |

### Результати
| Дата      | Господар                   | Рахунок | Гості                      |
| --------- | -------------------------- | ------- | -------------------------- |
| 25.2.2018 | Туркменістан               | 4-0     | Об'єднані Арабські Емірати |
| 25.2.2018 | Кувейт                     | 1-8     | Боснія і Герцеговина       |
| 26.2.2018 | Кувейт                     | 2-24    | Туркменістан               |
| 26.2.2018 | Об'єднані Арабські Емірати | 1-6     | Боснія і Герцеговина       |
| 28.2.2018 | Об'єднані Арабські Емірати | 4-2     | Кувейт                     |
| 28.2.2018 | Боснія і Герцеговина       | 3-13    | Туркменістан               |